# 瑤姫

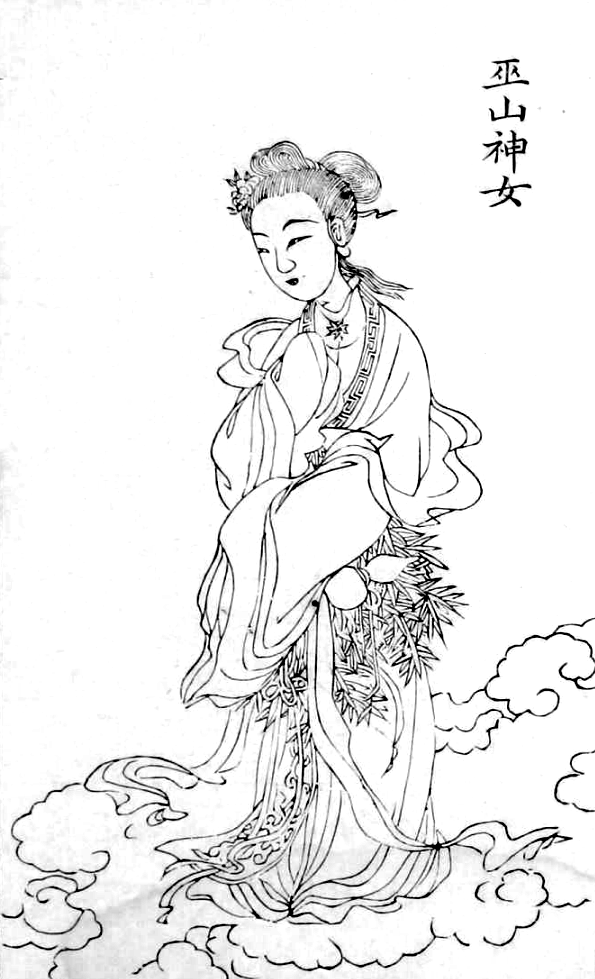
『百美新詠図伝』

瑤姫（ようき）は、中国神話の女神。別名巫山神女（ふざんしんじょ）。炎帝の娘。美しく輝く仙草「瑤草」は、瑤姫の化身とされる。

## 概要
楚の宋玉の『高唐賦』と『神女賦』（ともに『文選』所収）では「巫山の女（）」として登場し、楚の懐王の夢に現れ、契りを結んだとされる。『文選』李善注に引用された『襄陽耆旧伝』によれば、瑤姫は赤帝（炎帝）の女で、まだ嫁がぬうちに死去し、巫山に葬られたとされる。
五代十国時代の杜光庭の『墉城集仙録』では、瑤姫は西王母の二十三番目の娘「雲華夫人（うんかふじん）」とされ、禹の治水事業を助けてその后になったとされる。
中華民国の学者・聞一多は、巫山神女は本来は楚の始祖女神であって、巫山神女、女媧、夏の塗山氏、殷の簡狄は、もともと同一の伝承から分化したものではないか、と推測している。
比較神話学者の森雅子は、瑤姫はもとは豊穣女神であり、「天界（もしくは祀られている山）から降りてきて、地上の人間である王と交わった後、その姿を消す「聖婚の花嫁」」ではなかったかと推測している。

## 瑤草
瑤草（ようそう）は、江淹の「別賦」（『文選』所収）などに見える草で、一般に『山海経』中山経にある「䔄草」と同一視される。『山海経』には以下のようにある。
1936年、民俗学者の孫作雲は、『山海経』の「姑媱山の帝女」と『高唐賦』の「巫山神女」は同一だと主張した。さらに1979年、神話学者の袁珂が、『高唐賦』は『山海経』の「䔄草」説話から発展したものだと主張し、以後、これが通説となっている。
瑤草の伝承について、森雅子は「本来は嫁（）がないうちに死んでしまった娘の怨念や悲嘆がのりうつった媚薬やほれ薬に関する伝承であったと思われる」と推測している。